# Tychius meliloti
Tychius meliloti är en skalbaggsart som beskrevs av Stephens 1831. Tychius meliloti ingår i släktet Tychius, och familjen vivlar. Arten är reproducerande i Sverige.